# سیکیریه
سیکیریه (به صربی: Sikirje) یک منطقهٔ مسکونی در صربستان است که در ناحیه پچینیا واقع شده‌است. سیکیریه ۱۵۳ نفر جمعیت دارد.